# Рогофф, Кеннет
Кеннет Сол Рогофф (англ. Kenneth Saul Rogoff; род. 22 марта 1953, Рочестер, штат Нью-Йорк) — видный американский экономист и шахматный гроссмейстер. Профессор экономики Гарвардского университета. Один из ведущих учёных в области сравнительного изучения экономик он часто входит в рейтинги самых влиятельных экономистов мира. Главный экономист МВФ (2001—2003). Известность получили его исследования истории мировых финансовых кризисов.
Член Национальной академии наук США (2010) .

## Биография
Рогов — фамилия его деда, происхождением из России.
Бакалавр и магистр (1975) Йельского университета; доктор философии (1980) Массачусетского технологического института.
Преподавал в Висконсинском университете (1985—1988), Калифорнийском университете в Беркли (1988—1991), Принстонском университете (1992—1999) и Гарвардском университет (с 1999).
Академик Американской академии искусств и наук (2001).
Премия Бернарда Хармса, 2008.
К. Рогофф точно предсказал крах крупных инвестиционных банков на Уолл-стрит в 2008 году.
Является сторонником отмены наличных денег, а также считает, что рост государственного долга пагубно влияет на экономику.

## Шахматная карьера
Рогофф — известный в США шахматист, гроссмейстер (1978).
Трёхкратный чемпион США среди юниоров (1969—1971). Серебряный призёр чемпионата США 1975 года.
Бронзовый призёр чемпионата мира среди юниоров 1971 года. Участник межзонального турнира 1976 года (13-15 место).
В составе сборной США участник следующих соревнований:
- 3 командных чемпионата мира среди студентов (1970—1972). В 1970 году команда США стала чемпионом, в 1971 году заняла 2-е место.
- 1-й командный чемпионат мира среди участников до 26 лет. К. Рогофф играл на 1-й доске, команда заняла 4-е место.

Лучшие результаты в других международных соревнованиях: Оренсе (1976) — 1-3 место; Лон-Пайн (1976) — 2-10 место.
По состоянию на март 2021 года имел Рейтинг Эло 2505 баллов и занимал 57-ю позицию в рейтинг-листе американских шахматистов.

### Изменения рейтинга
| Графики недоступны из-за технических проблем. См. информацию на Фабрикаторе и на mediawiki.org. |

## Основные работы
- Морис Обстфельд, Кеннет С. Рогофф. Основы международной макроэкономики = Foundations of International Macroeconomics. (1996) — Дело, 2015. — 976 с. ISBN 978-5-7749-0868-4
- «Рабочая книга по основаниям международной макроэкономики» (Workbook for Foundations of International Macroeconomics, 1998, совместно с М. Обстфельдом и Г. Гопинат).
- Кармен М. Рейнхарт, Кеннет С. Рогофф. На этот раз все будет иначе. Восемь столетий финансового безрассудства = This Time is Different: Eight Centuries of Financial Folly (2009). — Карьера Пресс, 2011.
- Проклятие наличности = The Curse of Cash. — Издательство Института Гайдара, Дело, 2018. — 472 с. ISBN 978-5-93255-509-5